# Deathly Weapon
Deathly Weapon (OT: Pistol Whipped) ist ein amerikanischer Actionfilm. Er erschien nicht in den Kinos, sondern kam am 10. März 2008 direkt auf DVD in den Handel. Die Regie führte Roèl Reine. Die Hauptrollen verkörperten Steven Seagal, Bernie Mclernie, Ashley Greenfield und John P. Golino.

## Handlung
Matt Connor war einst ein guter Polizist. Doch er verfiel der Spielsucht und dem Alkohol. Als eine Menge Geld im Polizeirevier verschwand, fiel der Verdacht auf ihn, doch sein Partner Steve Shacter konnte ihn decken, aber nicht vor der Suspendierung retten. Seine Ehe ging in die Brüche und seine Tochter wächst bei Steve auf, der danach mit Matts Frau zusammenkam.
Heute hat er eine Million Dollar Schulden, die er unmöglich begleichen kann. Eine Untergrundorganisation unter der Führung des „alten Mannes“ ist bereit, ihm diese Schulden zu bezahlen, wenn Matt ihnen einige Kriminelle aus dem Weg räumt. Matt willigt ein. Die ersten Aufträge erledigt er ohne Gewissensbisse. Ein Mafioso und ein koreanischer Krimineller, die beide ins Falschgeld-Geschäft verstrickt sind. Er lernt außerdem eine weitere Profikillerin namens Andrea „Drea“ Smalls kennen und verliebt sich in sie.
Doch als er seinen Ex-Partner erschießen soll, weigert sich Matt. Er konfrontiert Steve mit seinem Auftrag. Was er jedoch nicht weiß: Steve hat das Geld aus der Asservatenkammer geklaut und ist in korrupte Geschäfte verwickelt. Steve sieht sich zum Handeln gezwungen und tötet einen Priester, bei dem Matt zur Beichte geht. Er lenkt den Verdacht auf den Mittelsmann „Blue“ und lässt Matt verhaften, damit dieser ihn zum „alten Mann“ führt. Steve lässt Matt nach seiner Freilassung observieren, doch Blue und Matt können entkommen. Matt will Steve nun alleine erledigen, doch erhält er Hilfe von Drea und Blue.
Auf der Beerdigung des Priesters kommt es zum Showdown, in dessen Verlauf Steve Matts Tochter als Druckmittel benutzt. Im anschließenden Feuergefecht stirbt Blue. Andrea kann Matts Tochter befreien und Matt tötet Steve. Nach dem Showdown sind Matt und seine Tochter wiedervereint. Doch Andrea bringt ihm den nächsten Auftrag.

## Hintergrund
Deathly Weapon wurde in Bridgeport, Nevada und Stamford, Connecticut gedreht.

## Veröffentlichung
Deathly Weapon ist eine Direct-to-DVD-Produktion und spielte in den Vereinigten Staaten 2.919.145 US-Dollar ein.
Neben der ungekürzten FSK-18-Fassung mit „Keiner Jugendfreigabe“ von 20th Century Fox auf der Rückseite des Covers gibt es auch eine leicht gekürzte FSK-16-Version.

## Kritik
Der Film ist ein typischer B-Action-Film ohne größere Überraschungen und reiht sich ein in das Spätwerk von Hauptdarsteller Steven Seagal.

„„Deathly Weapon“ bietet eine eher lahme Geschichte, die wenigstens Seagal in einer Rolle zeigt, die einigermaßen zu ihm passt, kann mit Nebendarsteller Paul Calderon, einigen guten Dialogen und zwei Actionszenen wenigstens hin und wieder überzeugen. Da die großen Actionszenen geschickt am Ende platziert sind, wird der Hardcore-Videothekenkunde über der Begeisterung für diese vielleicht sogar den öden Rest vergessen.“

„Stereotyper Steven-Seagal-Actionfilm, ganz auf seinen Star zugeschnitten.“